# Esto sí que es leer
C'est cela qui s'appelle lire
L'eau-forte Esto sí que es leer (en français C'est cela qui s'appelle lire) est une gravure de la série Los caprichos du peintre espagnol Francisco de Goya. Elle porte le numéro 29 dans la série des 80 gravures. Elle a été publiée en 1799.

## Interprétations de la gravure
Il existe divers manuscrits contemporains qui expliquent les planches des Caprichos. Celui qui se trouve au Musée du Prado est considéré comme un autographe de Goya, mais semble plutôt chercher à dissimuler et à trouver un sens moralisateur qui masque le sens plus risqué pour l'auteur. Deux autres, celui qui appartient à Ayala et celui qui se trouve à la Bibliothèque nationale, soulignent la signification plus décapante des planches.
- Explication de cette gravure dans le manuscrit du Musée du Prado :
Le peinan, le calzan, duerme y estudia. Nadie dirá que desaprovecha el tiempo.
(On le peigne, le chausse, il dort et étudie. Personne ne dira qu'il perd son temps.)[3].

- Manuscrit de Ayala :
Los ministros aguardan a última hora para enterarse de los negocios. A éste le peinan, le calzan y duerme, ¿ quién desaprovecha el tiempo?. 
(Les ministres attendent le dernier moment pour s'occuper des affaires. On peigne, on chausse celui-ci et il dort. Qui perd son temps ?)[3].

- Manuscrit de la Bibliothèque nationale :
Los Ministros, Consejeros y otros tales aguardan para leer, estudiar y enterarse de los negocios a la hora que el peluquero los va a trabajar la cabeza, les despeluca y ciega de polvo, y el zapatero los prueba les zapatos.
(Les ministres, conseillers et autres personnes de cette sorte attendent pour lire, étudier et s'occuper des affaires l'heure où le perruquier va leur travailler la tête, les friser et les aveugler de poudre et le cordonnier va essayer les souliers)[3].

## Technique de la gravure

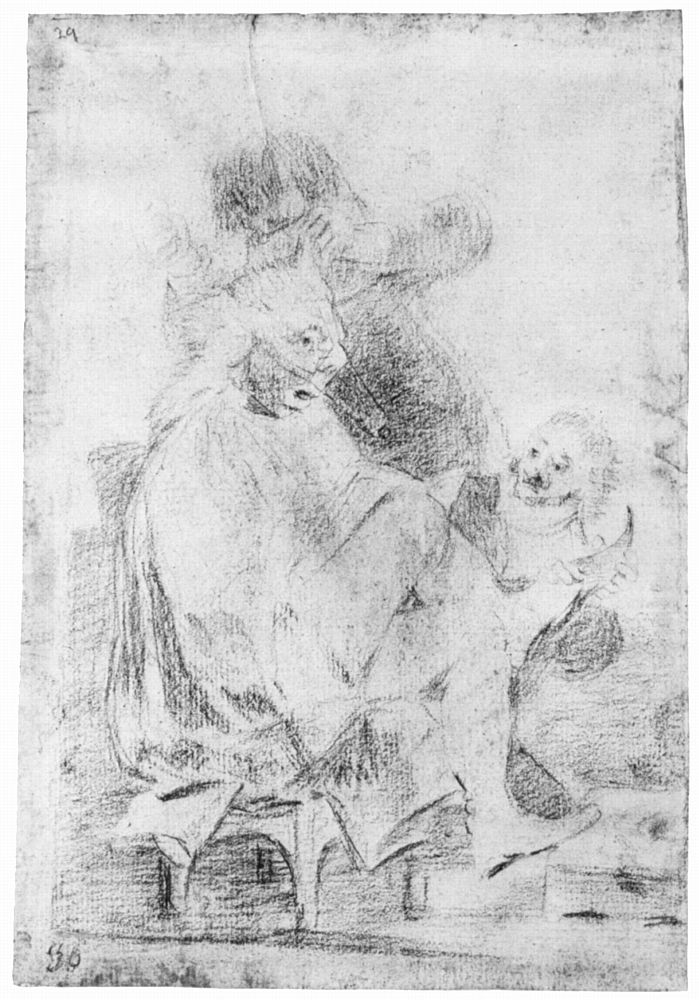
Dessin préparatoire.

L'estampe mesure 214 × 146 mm sur une feuille de papier de 306 × 201 mm.
Goya a utilisé l'eau forte, l'aquatinte et la pointe sèche.
Le dessin préparatoire est à la sanguine. Dans le coin supérieur gauche est écrit au crayon un « 29 ». Dans le coin inférieur gauche est écrit au crayon un « 36 ». Le dessin préparatoire mesure 204 × 138 mm.

## Catalogue
- Numéro de catalogue G02117 au Musée du Prado.
- Numéro de catalogue du dessin préparatoire D04215 au Musée du Prado.
- Numéro de catalogue 51-1-10-29 au Musée Goya de Castres.